# Malha treliça ou para tutorar
Malha treliça ou para tutorar

## Origem

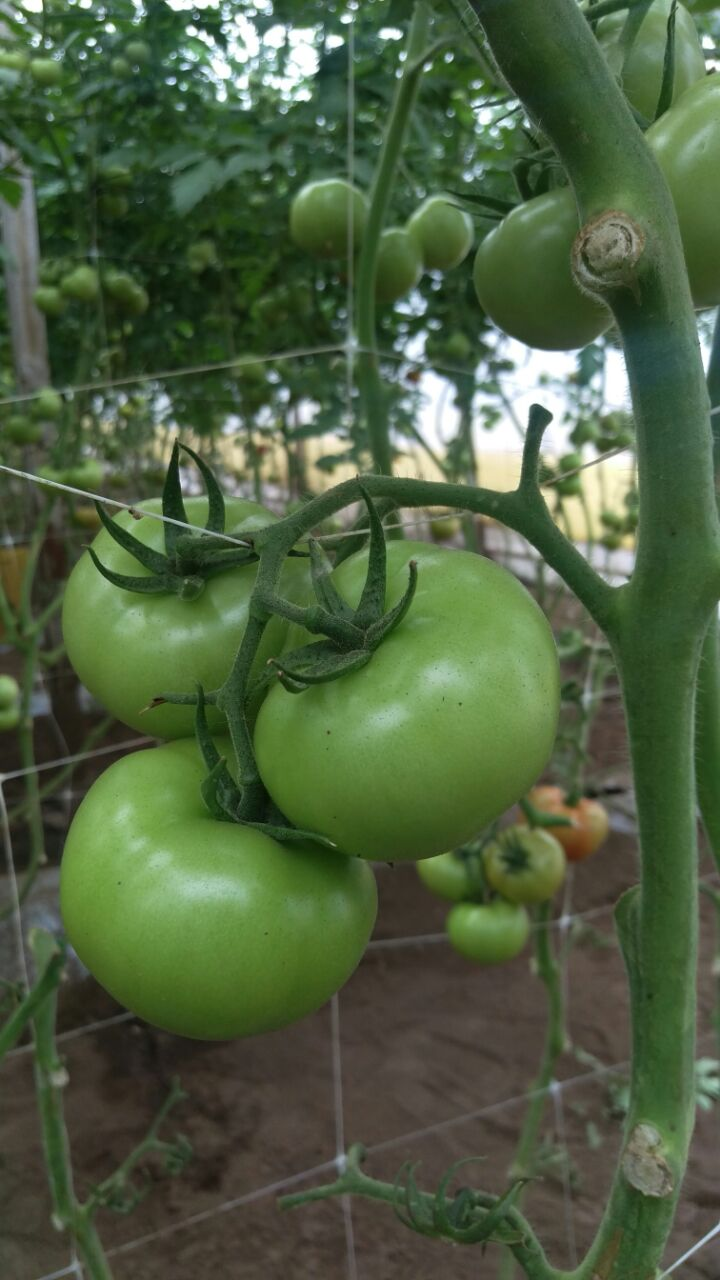
Quando se usa a malha treliça, o pedúnculo do fruto da planta se recarrega nos quadrados, evitando assim que o mesmo peso sufoque o fruto, como acontece muitas vezes com o uso da ráfia.

A partir dos anos 60, na Europa omeçou-se a utilizar um sistema de extrusão de polipropileno que produzia um reticulado ou malha rígida. As principais fábricas foram desenvolvidas na Inglaterra e na Italia dado que estes dois países eram líderes em tecnologias metalomecânicas e de extrusão, então, com o passar dos anos esta tecnologia foi levada para outras partes do mundo até a atualidade, onde é muito comum encontrar quem produza este tipo de produto base.

## Estiramento ou Orientação Molecular
Uma vez conseguida a extrusão do produto inicial (em fase de extrusão do polipropileno adiciona-se cor e um estabilizador contra os raios UV), em seguida, passa a uma fase de estiramento, aqui é onde se confere força ao produto alinhando as moléculas do polímero. O produto é primeiro esticado transversalmente em água quente e depois longitudinalmente numa ramificação, o resultado final é uma malha com grande resistência tênsil (entre 50 a 70 kg/ml), pesando entre 6 a 9 gramas por metro² quadrado, e com um quadrado que segundo as capacidades técnicas de cada produtor, pode chegar a medir até 30x30cm.

## Tamanhos disponíveis
Os quadrados menores (entre 10 a 18cm) são geralmente utilizados para o tutoramento horizontal de flores, especialmente os cravos e crisântemos, porque é preferível um tamanho que sustenha a flor verticalmente para evitar que a haste se incline e perda o seu valor comercial, enquanto que a malha de quadrados maiores é utilizada para o apoio de vegetais, especialmente cucurbitáceas, solanáceas e legumes.  A razão pela qual a horticultura prefere usar um quadrado mais amplo (que simula um fio que se instala manualmente com a ráfia) é para poder trabalhar dois sulcos ao mesmo tempo a partir de um único corredor, sem danificar o vegetal ou a planta, ao retirar os frutos no momento da colheita ou da poda no sistema folhear.

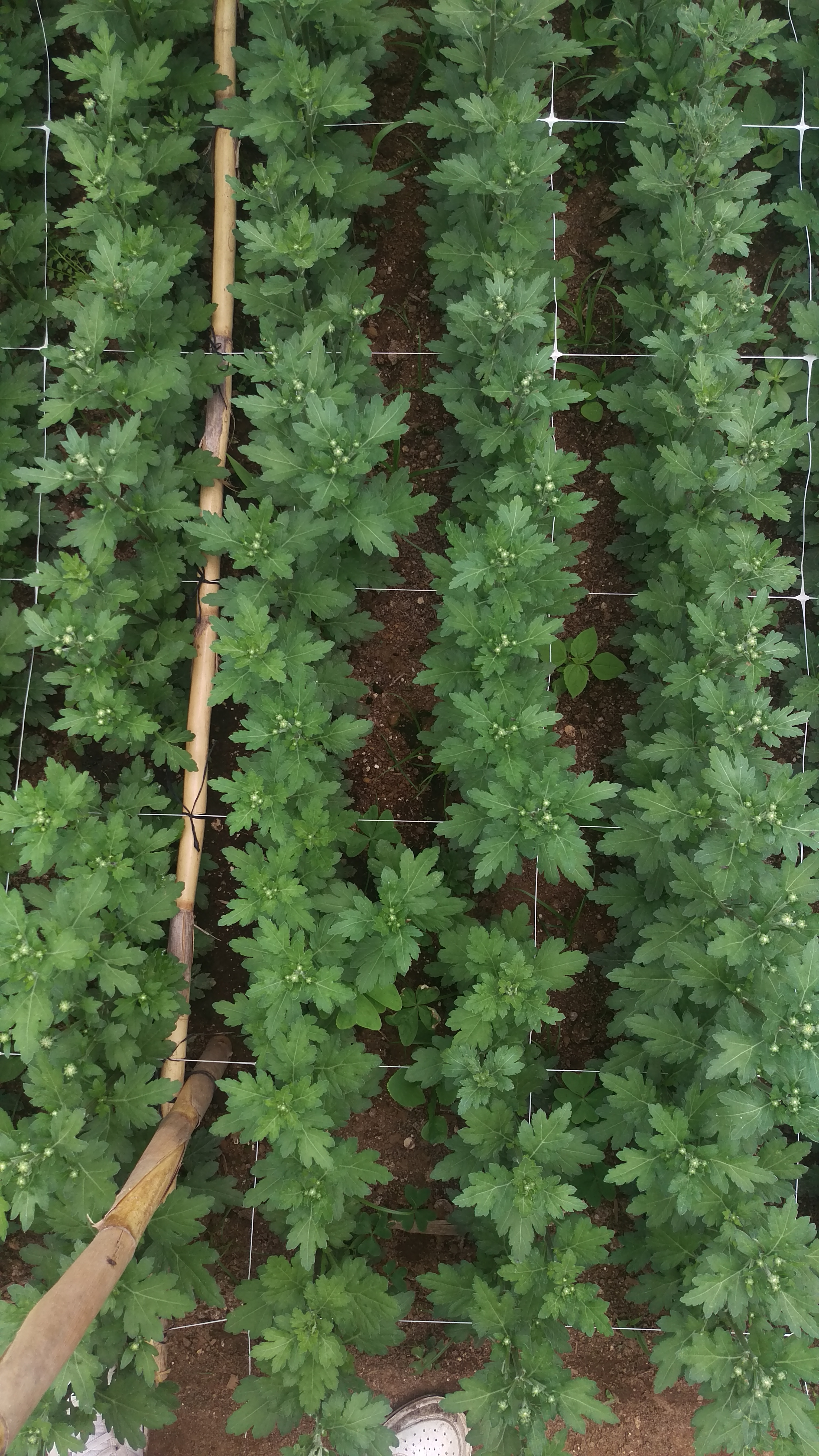
Quando se usa a malha tutora para os cultivos de flores, pode ser instalado horizontalmente sobre os canteiros várias camadas, ou subir a mesma malha inicial conforme a planta cresça.

## Floricultura
A malha tutora para flores é instalada em várias camadas sobre o canteiro de flores, na cabeceira do sulco é colocado um sistema de estacas de madeira ou metal que servem para esticar a malha horizontalmente, enquanto que a cada 1,5 a 2,5 metros são colocados uns suportes para manter as várias camadas de malha no seu lugar, alinhando cada camada de malha para que os quadrados estejam alinhados e coincidam para permitir que as flores cresçam direitas.

## Horticultura
A grande maioria das aplicações hortícolas da malha treliça são verticais, embora também seja usado horizontalmente. Quando o uso é na vertical, a malha para o tutoramento está ligada a uma linha de postes ou suportes (metal, bambu ou madeira) cuja distância pode variar de 1,5 m até 8 m (dependendo do tipo de cultivo, do tipo de solo, condições climáticas, etc.), onde as cabeceiras dos sulcos usam postes de maior calibre e, de preferência, levam um fio tensor superior, o qual é ancorado em cada lado do sulco e tensionado entre os suportes. É aconselhável instalar a malha antes do transplante da muda ou a poucos dias da semeadura direta, para não danificar a planta durante a fase de instalação da malha treliça.

## Fitossanidade
As alterações climáticas estão causando grandes estragos na agricultura, fortes chuvas fora de temporada fazem com que os cultivos, tradicionalmente "de chão" como eram o pepino ou o melão, agora necessitam forçosamente de um suporte vertical que permite um melhor arejamento e exposição solar do aparato foliar, reduzindo a incidência de micoses provocada pela umidade aprisionada entre as folhas e o solo, e evitando também que o fruto esteja em contacto com o solo, uma vez que mancha o fruto e diminui o seu valor comercial. Outro aspecto a ser considerado, no momento de decidir o tipo de tutoria para os produtos hortícolas, á a incidência de transmissão de viroses (tipo o mosaico do tabaco) por meios mecânicos do próprio trabalhador. Por mais que um agricultor queira implementar um bom controle de sanidade, trocando de roupa, banhando os sapatos com cloro antes de entrar na área de cultivo, mergulhar as mãos no leite, etc., basta que um trabalhador toque as plantas saudáveis depois de ter tocado um cigarro ou uma única planta doente para que a transmissão do vírus comece a sua corrida exponencial como qualquer outro vetor como afídeos ou tripes. Por este motivo, ao contrário do sistema de tutoramento com ráfia que requer muita mão-de-obra para guiar a planta com o fio e segurá-la manualmente, o uso de malhas treliças reduz drasticamente a necessidade de um trabalhador caminhar entre os sulcos para manipular as plantas. As cucurbitáceas procuram, naturalmente, o seu ponto de apoio mais próximo, e a malha oferece vários pontos de emaranhamento, graças à sua estrutura quadricular. No caso das solanáceas (especialmente tomates e pimentões, ou pimenta serrano) também se consegue uma redução considerável no manuseamento da planta ao instalar malha em ambos os lados da planta ao longo do sulco (ou em forma de V), criando um sistema tipo sanduíche que sustem a planta em ambos os lados, permitindo que novos ramos se recarreguem em cada quadrado da malha, sem necessidade de investir muito esforço em mão-de-obra nesta operação de liga ou amarração da planta.

## Técnica Hortícola

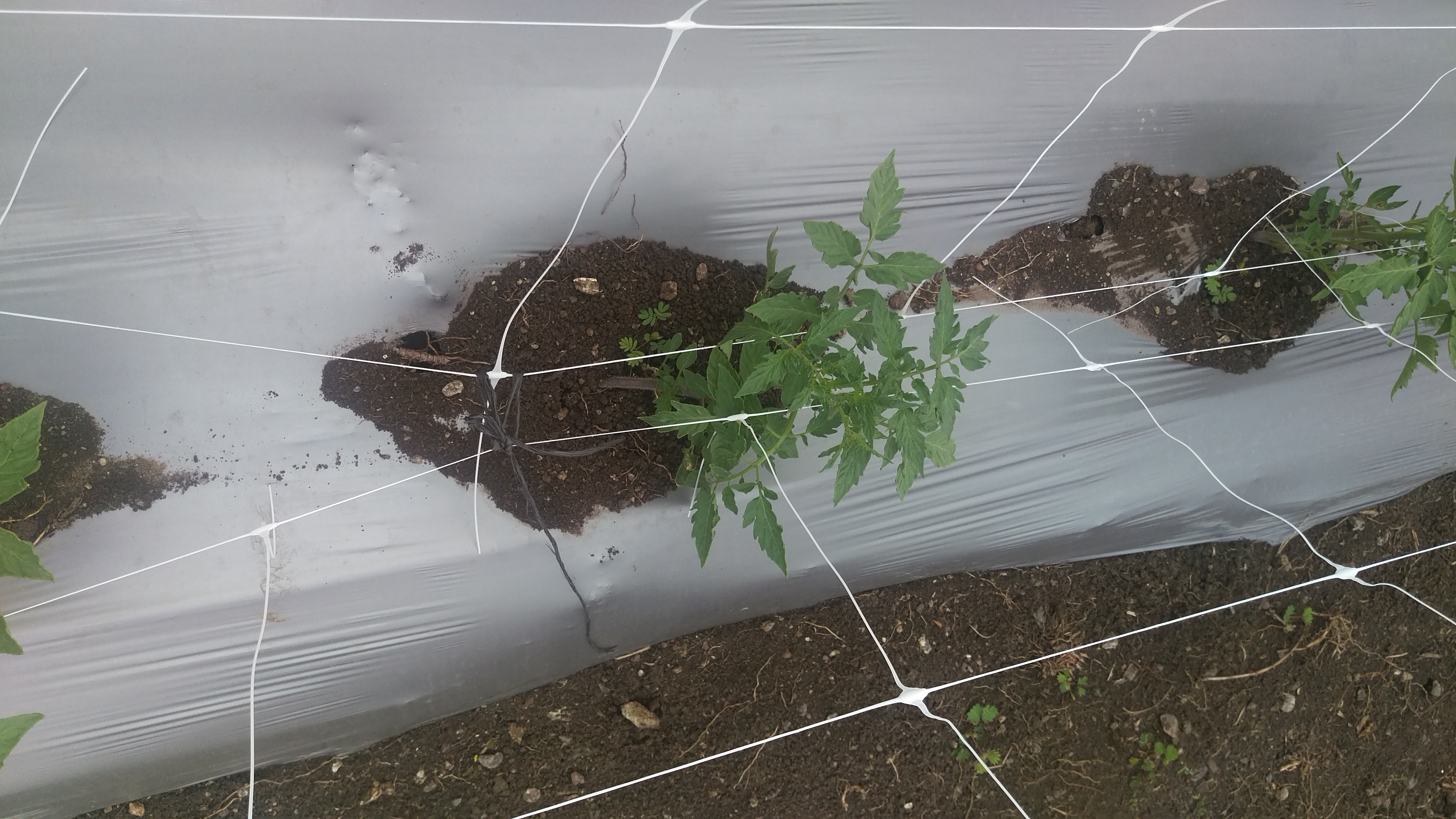
Detalhe de como se amarra o pé da planta de tomate, ainda pequena, num sistema de malha dupla em ambos os lados do sulco. Este sistema permite a redução de mão-de-obra de trabalhadores que orientam os ramos em desenvolvimento.

Cada vez que a planta é manipulada, podada ou se amarre ao sistema de suporte vertical causa um estresse por alguns dias. Durante este período de reajustamento e ajuste, em vez de alimentar a 100% os seus frutos, a planta envia seus nutrientes para o sistema de folha para serem reexpostos ao sol e, assim, receber a quantidade máxima de luz. Durante estes trabalhos de poda e guia manual, a planta está exposta ao contágio, especialmente de viroses, devido à manipulação de trabalhadores que, involuntariamente, podem transmitir patógenos mecanicamente de planta para planta como qualquer outro vetor, como a mosca blanca o tripes.
Em cultivos de determinadosvegetais do tipo arbustivo, como a berinjela, o tomate, pimenta serrano e pimento, muitos agricultores decidiram tutorar os seus sulcos com duas fileiras de malha, uma em cada lado do sulco, formando assim um sistema de cultivo onde os ramos da planta vêm suportadas sozinhas sem serem guiadas manualmente.
Ao deixar que a planta se expanda a 360 graus, permite que as fumigações possam penetrar até as folhas mais no interior, para que o químico combata melhor o ataque de patógenos, e assim reduzir a reincidência de aplicações e aproximar-se a um cultivo mais saudável para o consumidor.

## Vantagens

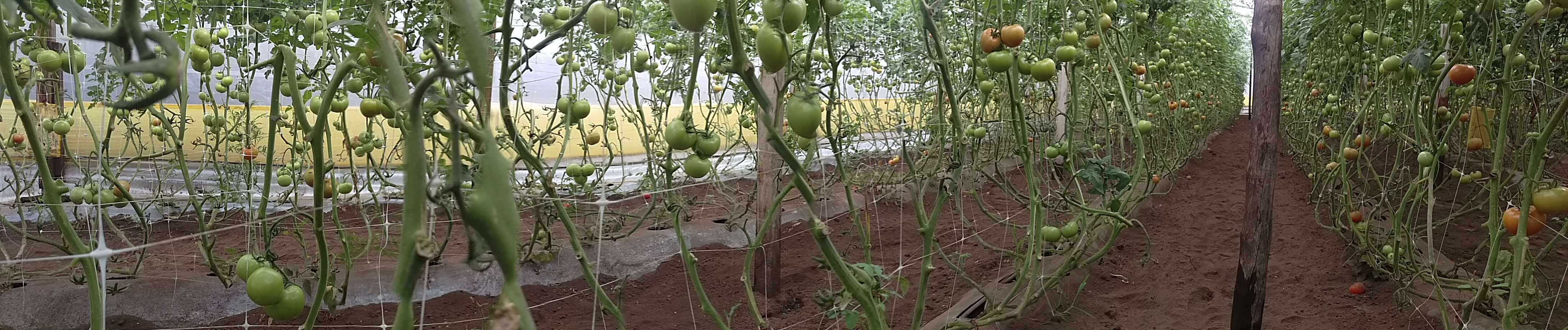
No caso de cultivos indeterminados, de algumas variedades de tomates, pimentos, pepinos ou melões, é usada a malha para tutorar (ou treliça), guiando a planta para cima (entrelaçando os rebentos entre os quadrados ou usando clipes para a tutoria).

Um cultivo em treliça permite intensificar o cultivo, aumentando a densidade da semeadura dado que a planta vai encontrar na malha a sua superfície de expansão vertical. Ao crescer até em cima, a parte do beneficio já mencionado é a exposição solar e o arejamento. A planta, flores e frutos estão protegidos das pisadas acidentais dos trabalhadores e, além disso, aumenta a porcentagem de polinização já que as flores estão mais expostas aos polinizadores. Ao cuidar a planta de acidentes, permite-lhe prolongar a vida útil e, portanto, o número de cortes e rendimento comercial.

## Reutilizáveis

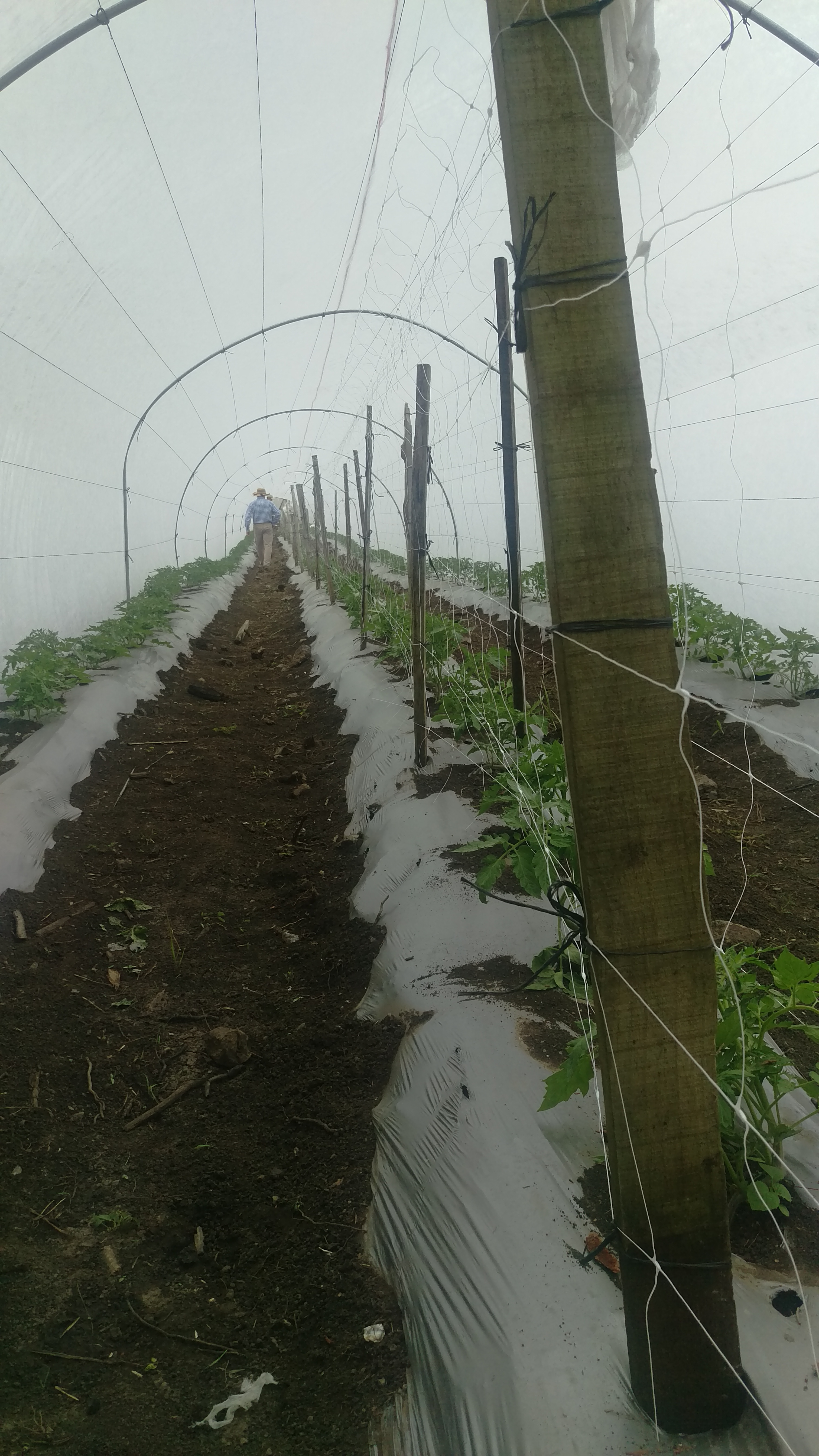
Nessa imagem é possível visualizar a malha instalada em ambos os lados do sulco, como é o caso das solanáceas, como tomate, pimento, pimenta serrano ou berinjela, uma vez que os seus ramos necessitam de recarregar-se num sistema de tutores para poderem crescer plenamente.

Em geral, as malhas treliças de polipropileno esticado são reutilizáveis, e duram vários ciclos de cultivo. O ideal é aproveitar o investimento global de todo o sistema de cultivo do primeiro ciclo (acolchoado, postes, tensores, cinta de gotejamento) e alternar cultivos de solanáceas ou cucurbitáceas com um ciclo de leguminosas para reintegrar o nitrogênio ao solo. Supondo-se que houve uma boa gestão fitossanitária, no cultivo anterior, e que não há colônias de pragas presentes, prosseguindo com o corte do pé das plantas, e enquanto estas vão secando, semeia-se o ciclo seguinte. Em poucos dias, as plantas anteriores podem ser arrancadas da treliça, deixando que o material vegetativo se reincorpore no solo, abandonando-o. Ao mesmo tempo, coloca-se a nova muda ou semente para começar a crescer.

## Como distinguir uma boa Malha
O polipropileno perde propriedades tensoras e físicas ao ser reciclado ou por estar muito tempo ao sol. Um material virgem e de boa qualidade é notado por seu brilho, enquanto que um produto reciclado tende a ser opaco ou pouco brilhante. Considerando que a malha deve suportar um peso e, além disso, resistir aos elementos naturais, é aconselhável definir bem o tipo de produto a utilizar como treliça, porque com o tempo e ao sol até um produto feito com material virgem perde a sua resistência mecânica, potencialmente comprometendo o resultado do cultivo. Um último detalhe e observação, é de considerar bem a cor da malha treliça. A cor branca é a mais aconselhada, porque é mais visível durante as horas de poda e colheita, e dificilmente será sujeita a cortes acidentais, ao contrário da malha cor preta e verde que muitas vezes se escondem dentro da folhagem da planta.

## Variantes regionais do termo Malha Treliça
Esta Malha pode ser encontrada em várias partes do mundo de língua espanhola, que está sendo chamada de:
Malha Tomateira
Malha Meloeiro
Malha Pepineira
Malha de Suporte de Cultivos
Hortimalha
Substituto de ráfia
Malha Tutora
Malha para Tutorar
Rede Treliça
Rede para Tutoria

## Galeria

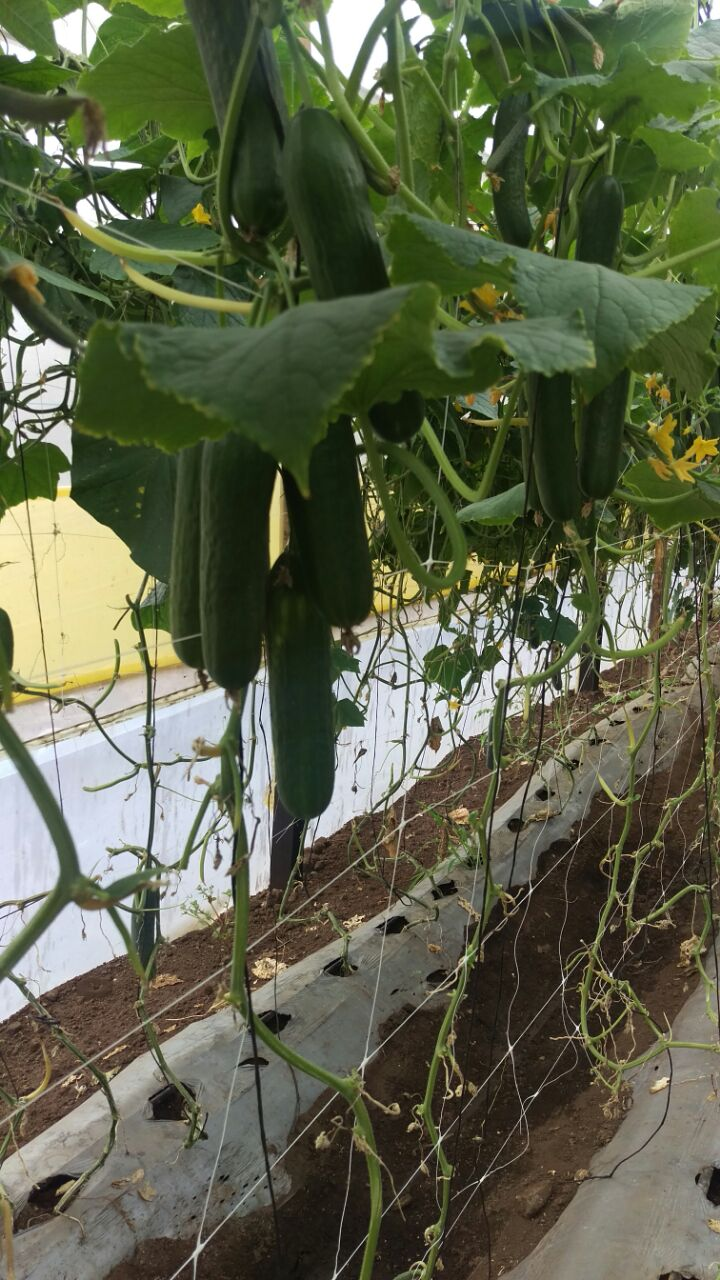
Malha treliça em pepino.
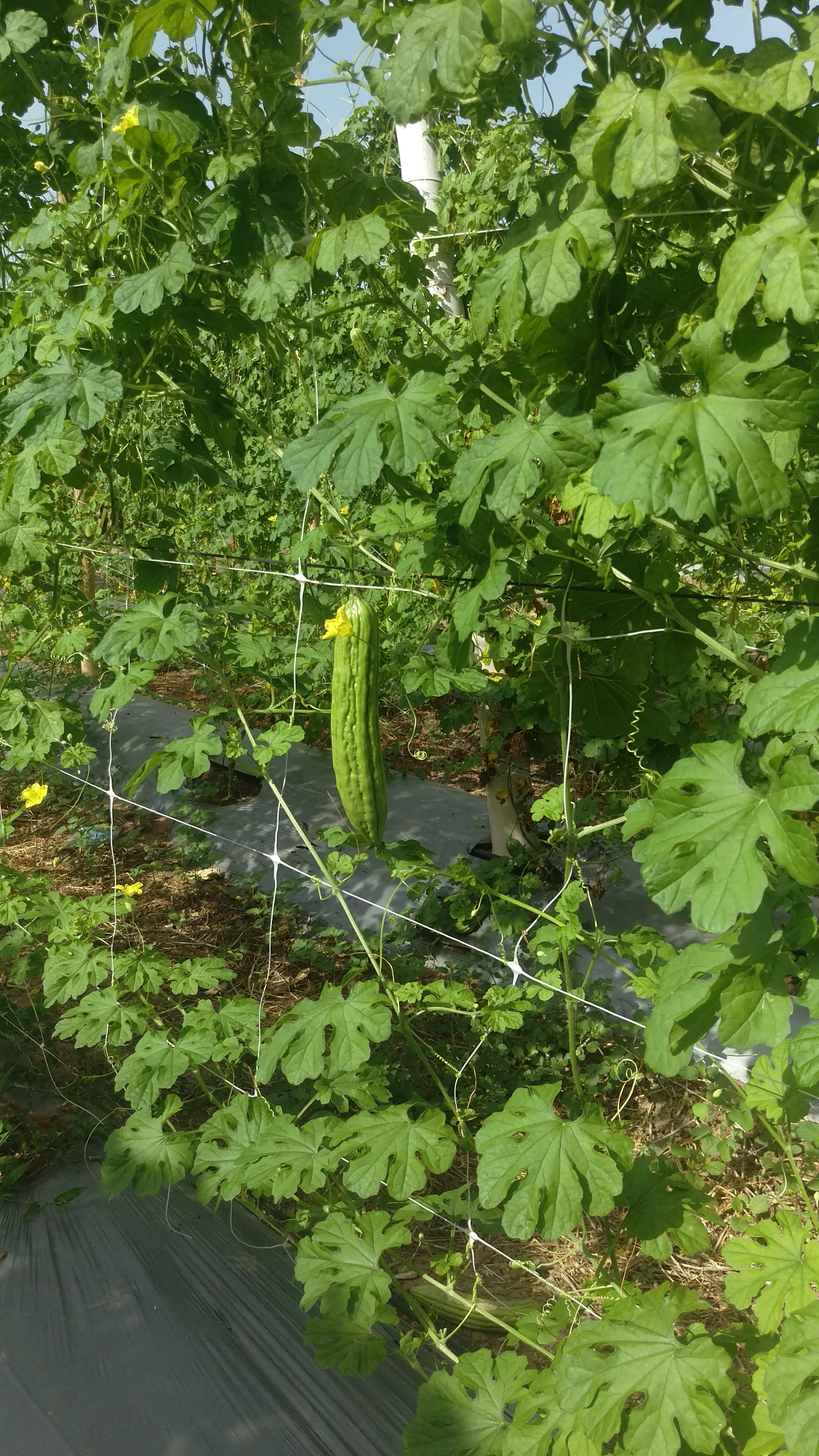
As cucurbitáceas desenvolvem plenamente quando se utiliza um sistema de suporte, já que as suas guias procuram, sozinhas, a forma para se estabelecerem. Um bom sistema de suporte vertical melhora as condições fitossanitárias e aumenta a rentabilidade de cada colheita.
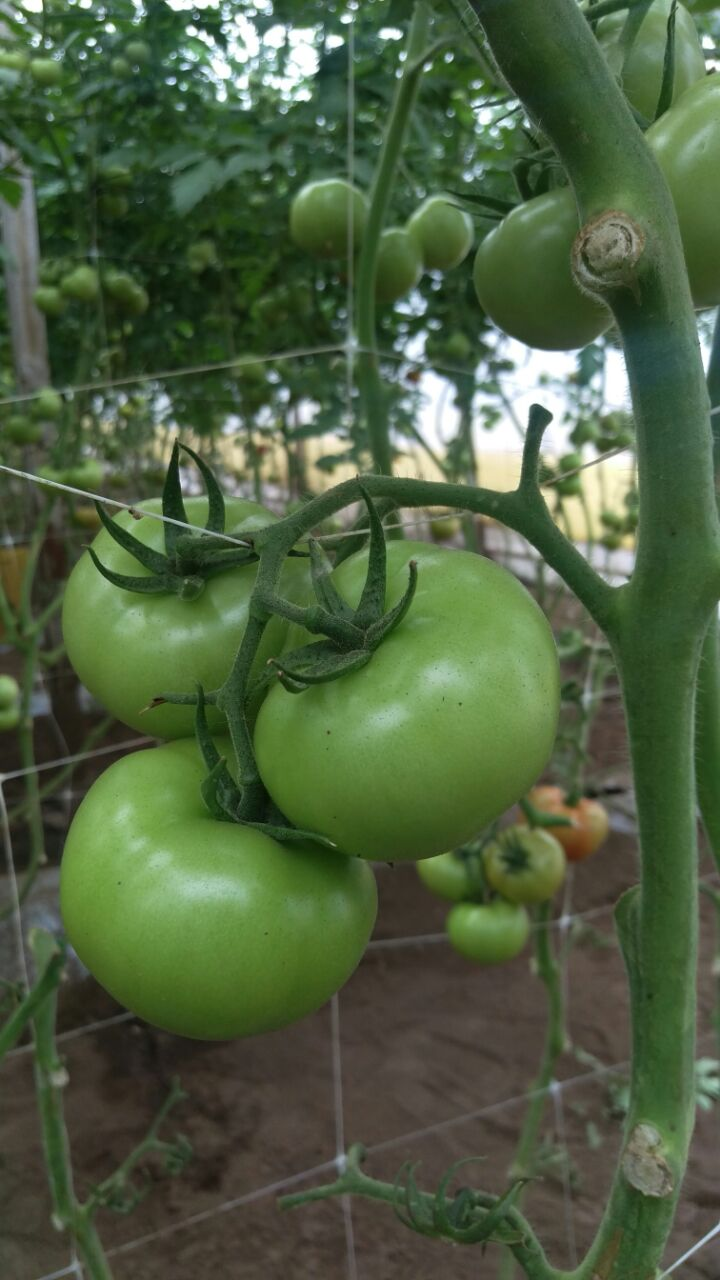
Quando se usa a malha treliça, o pedúnculo do fruto da planta se recarrega nos quadrados, evitando assim que o mesmo peso sufoque o fruto, como acontece muitas vezes com o uso da ráfia.
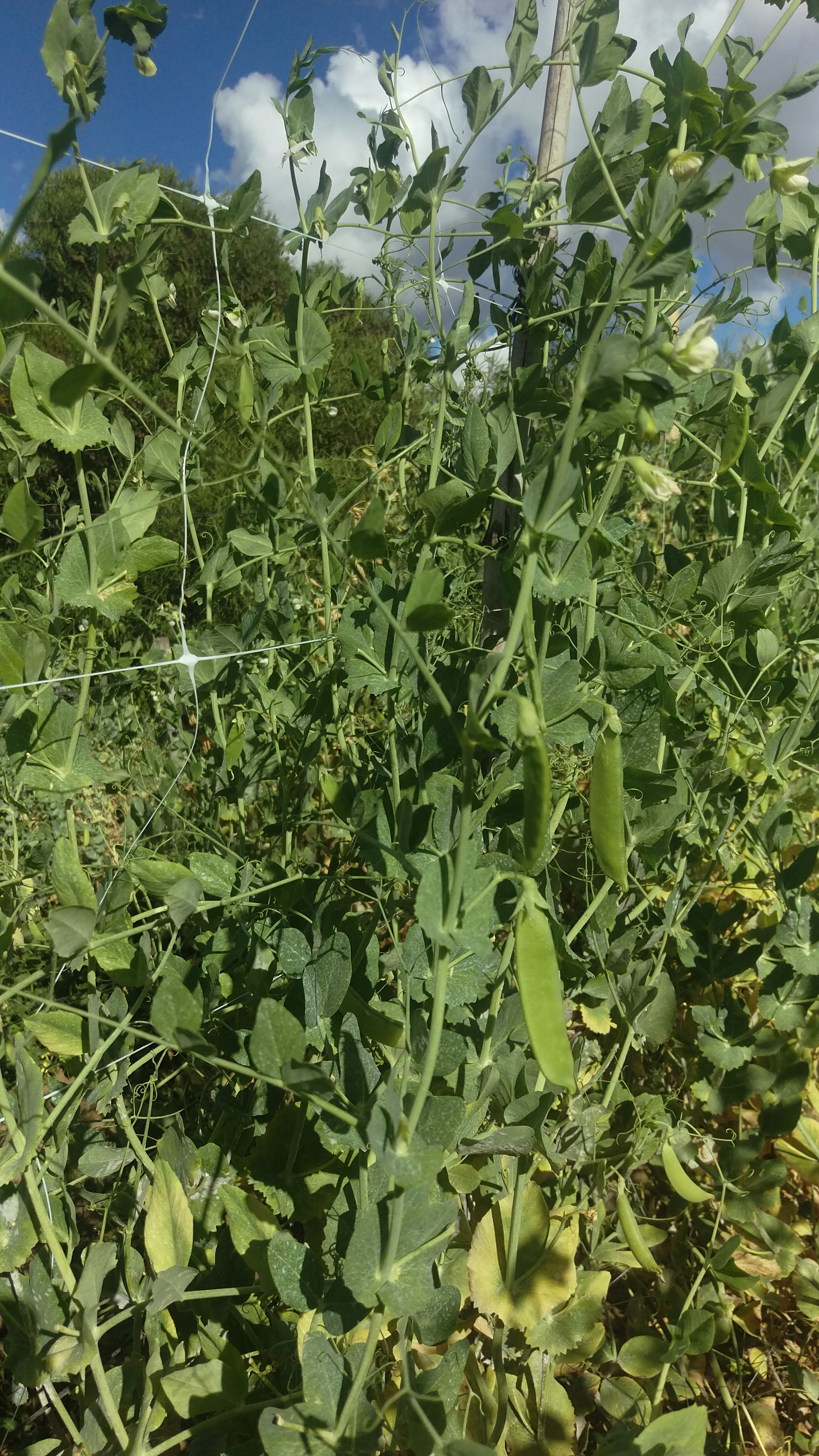
Ervilha snow pea com malha para tutorar

## Bibliografía
- ERGONOMÍA EN LAS OPERACIONES DE ENTUTORADO DE CULTIVOS EN INVERNADERO ISBN 9788499837192

Poda y entutorado del tomate, Zoilo Serrano, Hojas Divulgadoras, Ministerio de Agricultura